# تپه روبابان بزرگ
تپه روبابان بزرگ مربوط به دوره اشکانیان - دوره ساسانیان است و در شهرستان گیلانغرب، بخش مرکزی، دهستان حومه، ۴۵۰ متری شمال روستای روبابان بزرگ واقع شده و این اثر در تاریخ ۲۶ اسفند ۱۳۸۷ با شمارهٔ ثبت ۲۵۴۰۲ به‌عنوان یکی از آثار ملی ایران به ثبت رسیده است.